# Valdelageve (kommunhuvudort)
Valdelageve är en kommunhuvudort i Spanien.   Den ligger i provinsen Provincia de Salamanca och regionen Kastilien och Leon, i den centrala delen av landet, 190 km väster om huvudstaden Madrid. Valdelageve ligger 648 meter över havet och antalet invånare är 106.
Terrängen runt Valdelageve är kuperad. Runt Valdelageve är det glesbefolkat, med 11 invånare per kvadratkilometer. Närmaste större samhälle är Béjar, 19,3 km öster om Valdelageve. 